# Генеральний план міста Києва
Генеральний план міста Києва — це основний містобудівний документ, який визначає стратегію просторового розвитку столиці України на довгострокову перспективу. Він охоплює питання зонування території, розвитку транспортної інфраструктури, збереження історико-культурної спадщини та екологічного балансу. Генплан розробляється відповідно до Закону України «Про регулювання містобудівної діяльності» і затверджується Київською міською радою.

### Історичний огляд
Містобудівне планування Києва має давню історію. Найдавніший відомий генеральний план міста, затверджений у 1787 році за наказом російської імператриці Катерини II, стосувався укріплень міста. У XIX столітті були розроблені плани 1833 та 1861–1888 років, які регулювали розбудову міста. У радянський період ключовими стали генеральні плани 1935 та 1966 років, які передбачали індустріалізацію, розбудову житлових масивів та розвиток Лівого берега. Генплан 1986 року акцентував на розширенні інфраструктури та промислових зон.

### Чинний генеральний план
Чинний генеральний план Києва, затверджений рішенням Київської міської ради від 28 березня 2002 року № 370/1804, був розрахований до 2020 року. Його розробку координувала Головкиївархітектура, а головним проектувальником виступило ВАТ «Київпроект». Документ визначав розвиток міста як політичного, культурного та духовного центру України, передбачаючи покращення екологічного стану, захист від підтоплень і модернізацію транспортної системи.

### Виклики реалізації
Реалізація генерального плану стикається з проблемами, зокрема недостатнім фінансуванням, порушеннями містобудівних норм і критикою з боку громадськості. У 2024 році Київська міська рада скасувала рішення 2008 року про розробку так званого «Генплану Черновецького» і розпочала внесення змін до чинного плану 2002 року. Громадські слухання та залучення киян до обговорення генплану є обов’язковими відповідно до законодавства.

### Перспективи
Департамент містобудування та архітектури КМДА відповідає за оновлення генерального плану, враховуючи сучасні виклики, такі як сталий розвиток, збереження зелених зон і вдосконалення транспортної інфраструктури. У майбутньому планується періодичний перегляд документа для адаптації до нових містобудівних потреб.